# Хоннет, Аксель
А́ксель Хо́ннет (нем. Axel Honneth; род. 18 июля 1949, Эссен) — немецкий философ и социолог, продолжатель идей Франкфуртской школы, ученик Юргена Хабермаса.
В 2001—2018 годах директор Франкфуртского института социальных исследований, профессор философии Франкфуртского университета (Германия) и Колумбийского университета (США). С 2007 года является президентом международного общества Гегеля.
Работает в сфере социальной и политической философии. Занимается темой «моральной грамматики» социальных конфликтов, а также вопросом социального «признания».

## Книги
Хоннет А. Идея социализма. Попытка актуализации. — Москва ; Берлин: Директмедиа Паблишинг, 2022. — 160 с. — ISBN 978-5-4499-3014-9.